# Литвин-Седой, Зиновий Яковлевич
Зино́вий Я́ковлевич Литви́н-Седо́й (настоящее имя Звулон Янкелевич Литвин, партийный псевдоним — Седой, Виллонен, Иголкин, Быстров; 1879—1947) — советский партийный и государственный деятель. Автор воспоминаний о декабрьском вооруженном восстании 1905 года.

## Биография
Родился 4 марта (16 марта по новому стилю) 1879 года в Коломне Московской губернии в еврейской рабочей[уточнить] семье.

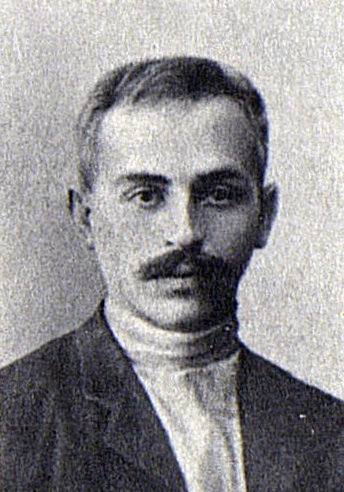
З. Литвин-Седой, 1906 г.

Учился в школе, которую оставил после смерти отца. Работал на разных заводах Коломны и Москвы. В революционном движении участвовал с 1893 года. Был слушателем Пресненских рабочих курсов. Член РСДРП с 1897 года.
Был членом Московского рабочего союза. Подвергался арестам и ссылкам. Во время декабрьского вооруженного восстания в Москве 1905 года был начальником штаба боевых дружин Пресни — сражался на баррикадах, был ранен. В 1906—1917 годах Литвин-Седой находился в эмиграции в Финляндии, Франции, Канаде, США. После Февральской революции 1917 года вернулся в Россию. Был участником Гражданской войны, в частности боролся за Советскую власть на Украине.
В 1919—1921 годах работал в Центральном управлении военных сообщений, затем — в Народном комиссариате путей сообщения. В 1921—1939 годах — директор Московского хлопчатобумажного техникума им. Декабрьского вооруженного восстания 1905 года. Многократно избирался в Моссовет. Делегат IV, X—XVI съездов партии; на X съезде РКП(б) избран членом ЦКК.
С 1939 года на пенсии. Жил в Москве в Глинищевском переулке, 10 и в Машковом переулке, 13/2 (с 1942 года — улица Чаплыгина).
Умер 15 октября 1947 года в Москве. Похоронен на Новодевичьем кладбище.

## Семья
Сын — учёный в области механики М. З. Литвин-Седой.

## Награды
- орден Красного Знамени[4].

## Память
- В 1957 году именем З. Я. Литвина-Седого названа улица на Красной Пресне. Мемориальная доска, находившаяся на доме № 2, не сохранилась.